# Archivo Histórico de Euskadi
El Archivo Histórico de Euskadi fue inaugurado en Bilbao, en la calle María Díaz de Haro, el 23 de enero de 2014, e incluye trazos de la memoria histórica de Euskadi, tesoros de papel, digitalizados, archivados y a buen recaudo en una sola sede.
El edificio guarda extensos documentos, tales como correspondencia epistolar entre miembros del primer Gobierno Vasco, informes... y también documentos de particulares, muestrarios de los modos de vida de la sociedad vasca a través de los tiempos.